# Kanton Châtillon-Coligny
Der Kanton Châtillon-Coligny war von 1790 bis 2015 ein französischer Wahlkreis im Arrondissement Montargis, im Département Loiret und in der Region Centre-Val de Loire; sein Hauptort war Châtillon-Coligny.
Der Kanton war 304,69 km² groß und hatte 10.790 Einwohner (Stand: 2012). Der Kanton hieß bis 1896 Kanton Châtillon-sur-Loing entsprechend dem Namen seines ehemaligen Hauptortes.

## Gemeinden
Der Kanton umfasste Wahlberechtigte aus zwölf Gemeinden:
| Gemeinde                  | Einwohner Jahr | Fläche km² | Bevölkerungsdichte | Code INSEE | Postleitzahl |
| ------------------------- | -------------- | ---------- | ------------------ | ---------- | ------------ |
| Aillant-sur-Milleron      | 392 (2013)     | 26,93      | 15 Einw./km²       | 45002      | 45230        |
| La Chapelle-sur-Aveyron   | 655 (2013)     | 19,03      | 34 Einw./km²       | 45077      | 45230        |
| Le Charme                 | 148 (2013)     | 13,82      | 11 Einw./km²       | 45079      | 45230        |
| Châtillon-Coligny         | 1949 (2013)    | 25,53      | 76 Einw./km²       | 45085      | 45230        |
| Cortrat                   | 92 (2013)      | 11,03      | 8 Einw./km²        | 45105      | 45700        |
| Dammarie-sur-Loing        | 510 (2013)     | 20,94      | 24 Einw./km²       | 45121      | 45230        |
| Montbouy                  | 745 (2013)     | 26,73      | 28 Einw./km²       | 45210      | 45230        |
| Montcresson               | 1300 (2013)    | 21         | 61 Einw./km²       | 45212      | 45700        |
| Nogent-sur-Vernisson      | 2576 (2013)    | 33,27      | 77 Einw./km²       | 45229      | 45290        |
| Pressigny-les-Pins        | 497 (2013)     | 11,91      | 42 Einw./km²       | 45257      | 45290        |
| Sainte-Geneviève-des-Bois | 1104 (2013)    | 40,74      | 27 Einw./km²       | 45278      | 45230        |
| Saint-Maurice-sur-Aveyron | 855 (2013)     | 53,76      | 16 Einw./km²       | 45292      | 45230        |